# Ludwig Schwering
Ludwig Schwering (* 20. Juli 1846 in Hannover; † 21. Februar 1919 ebenda) war ein deutscher Architekt, Eisenbahningenieur und Präsident der Eisenbahndirektion Saarbrücken.

## Leben
Nach dem Abitur am Gymnasium Hannover absolvierte Ludwig Schwering in den Jahren von 1862 bis 1867 ein Studium am Polytechnikum Hannover, wo er Schüler von Conrad Wilhelm Hase war. Bevor er 1872 zum Regierungsbaumeister ernannt wurde, war er von 1868  an als Regierungsbauführer im Dienste Preußens eingesetzt. 1874 hatte er maßgeblichen Anteil an der Neugestaltung des Bahnhofs Hannover-Herrenhausen sowie der Umgebung mit einer Arbeitersiedlung. 1875/1876 folgte ein weiteres Studium in Hannover. Er war als Schriftführer des Architekten- und Ingenieurvereins Hannover beschäftigt, als er 1883 Eisenbahnbau- und Betriebsinspektor wurde.
Bei der Eisenbahndirektion Hannover war Schwering in den Jahren von 1884 bis 1892 Vorstandsmitglied des bautechnischen Büros und stieg dort zum Direktoriumsmitglied auf.
Um 1885 wurden nach seinen Plänen zwei eindrucksvolle dreigeschossige Magazingebäude, die zum Eisenbahn-Ausbesserungswerk Hannover-Leinhausen gehörten,  errichtet.
Von 1893 bis 1895 war er für das Ministerium für öffentliche Arbeiten tätig. In dieser Zeit war er mit der Gestaltung des Hauptbahnhofs Osnabrück, der am 24. April 1895 durch den deutschen Kaiser feierlich eröffnet wurde, beschäftigt. Von 1898  bis 1913 war er Präsident der Eisenbahndirektion Saarbrücken. Dort initiierte er die Errichtung des Eisenbahnerkindergartens. 1914 ging er in den Ruhestand und kehrte in seine Heimatstadt Hannover zurück.
Er war mit Anna Hornemann verheiratet. Aus der Ehe stammen die Tochter Elsbeth, die mit dem Eisenbahndirektor Otto Loewel (* 1871) verheiratet war, und der Sohn Karl (1879–1948).

## Auszeichnungen
- 1895 Geheimer Baurat
- 1898 Geheimer Oberbaurat
- 1908 Wirklicher Geheimer Oberbaurat

## Publikationen
- Die Hochbau-Constructionen des Handbuchs der Architektur, Verlag von Arnold Bergsträsser, Darmstadt 1864 (Google Books)